# Laophis crotaloides
Laophis crotaloides es una especie de serpiente vipérida extinta que medía de 3 a 4 metros de longitud y su peso podía alcanzar los 26 kilogramos.
Laophis crotaloides fue descrita por Owen (1857) basándose en trece vértebras provenientes del Plioceno inferior de Karabournu en el área de Tesalónica (Macedonia griega). En 2014 se ha encontrado otra vértebra.
Owen no determinó la ubicación taxonómica exacta de Laophis, aunque observó su estrecha similitud con las víboras del género Crotalus de la familia Viperidae de América del Norte. 
Se ha creído generalmente posteriormente que Owen asignó Laophis a la subfamilia Crotalinae, pero esta opinión fue constituida bajo la influencia del nombre específico en lugar de los escritos de Owen.